# Globule fondu
Un globule fondu est un état stable de protéine partiellement repliée que l'on trouve dans des conditions douces de dénaturation comme un pH faible (généralement égal à 2), modérément dénaturant ou à haute température. Les globules fondus sont effondrés sur eux-mêmes et possèdent généralement une structure secondaire semblable à celle de l'état natif mais une structure tertiaire dynamique comme le montre la spectroscopie par dichroïsme circulaire respectivement lointaine ou proche. Ces caractéristiques sont similaires à celles observées pour les états intermédiaires transitoires observées durant le repliement de certaines protéines, et tout spécialement les protéines globulaires subissant un effondrement hydrophobe, et par conséquent, le terme de « globule fondu » est aussi utilisé pour référer à certains intermédiaires du repliement des protéines correspondant à la région proche du chemin de repliement plus haute en énergie que l'état natif mais plus basse en énergie que l'état dénaturé. Les ensembles globules fondus parcourus durant le processus de repliement-dépliement de la protéine sont considérés comme étant grossièrement similaires.
La structure d'un globule fondu (MG) est considérée comme ne possédant pas les chaînes latérales d'acides aminés caractérisant l'état natif (N) d'une protéine. La transition d'un état dénaturé (U) à un globule fondu peut être un processus en deux étapes :
U ↔ MG
ou une transition continue, sans coopération et sans « bascule » apparente d'une forme à l'autre. Le repliement de certaines protéines peut être décrit comme un processus cinétique en trois étapes :
U ↔ MG ↔ N
Une des difficultés de la conception de protéines de novo est de parvenir à assembler les chaînes latérales nécessaires pour créer un état natif stable au lieu d'un groupe de globules fondus. Étant donné une configuration requise du squelette, l'assemblage des chaînes latérales peut être conduit en utilisant un algorithme d'élimination par impasse ; cependant, les essais pour construire des protéines avec des nouveaux types de repliement rencontrent des difficultés avec cette méthode en raison de l'absence de modèles de squelettes plausibles.